# Seth Tarver
Seth Tarver (Santa Maria, 1º luglio 1988) è un ex cestista statunitense, professionista nella NBDL.